# Iztrebljevalec 2049
Iztrebljevalec 2049 (v izviniku angleško Blade Runner 2049) je ameriški neo-noir znanstvenofantastični film režiserja Denisa Villeneuva, ki je izšel leta 2017 v distribuciji Warner Bros. in Sony Pictures.
Je nadaljevanje filma Iztrebljevalec iz leta 1982 in spremlja replikanta K-ja v službi losangeleške policije, ki v letu 2049, 30 let po dogodkih iz prvenca, lovi ubežne replikante, pri tem pa odkrije skrivnost, ki bi lahko porušila družbeni red. Tako kot v prvem delu liki in ozadje temeljijo na romanu Ali androidi sanjajo o električnih ovcah? Philipa K. Dicka iz leta 1968. V glavnih vlogah sta zaigrala Ryan Gosling in Harrison Ford.
Premierna uprizoritev je bila 3. oktobra 2017 v dvorani Dolby Theatre v Los Angelesu, v naslednjih dneh pa je prišel na spored kinematografov v ZDA in drugod po svetu. Doživel je kritiški in finančni uspeh; kritiki so pohvalili zgodbo in vizualno podobo ter film označili za dostojno nadaljevanje oz. razširitev zgodbe kultnega prvenca. S predvajanjem v kinodvoranah je prinesel skoraj 260 milijonov USD prihodkov ob približno 150-milijonskem proračunu. Upoštevajoč stroške promocije, ki lahko znašajo še enkrat toliko, pa je po oceni povzročil 80-milijonsko izgubo distributerju.

## Zgodba
Družbo v letu 2049 sestavljajo ljudje in ljudem podobni androidi – replikanti, umetno ustvarjena bitja, ki služijo kot delovna sila za nevarna ali nezaželena opravila. Replikant KD6.3-7, krajše »K« (Gosling), dela za losangeleško policijo kot iztrebljevalec – agent, ki lovi in »upokojuje« (eliminira) uporne replikante. Na eni od nalog obišče proteinsko farmo in upokoji replikanta Sapperja Mortona (Dave Bautista). Na kraju najde zakopan zaboj, v njem pa ostanke replikantke, ki je očitno umrla med zasilnim cesarskim rezom. Na postaji pridejo do zaključka, da obstaja možnost spolnega razmnoževanja replikantov, kar je dotlej veljalo za nemogoče. K-jeva nadrejena, poročnica Joshi (Robin Wright), je zaskrbljena, saj bi lahko ta podatek sprožil vojno med ljudmi in replikanti. K-ju naroči, naj izsledi in ubije otroka, da bi prikrila skrivnost.
K začne preiskavo z obiskom sedeža podjetja Wallace Corporation, kjer iz genetskega arhiva razberejo, da ostanki pripadajo Rachael, eksperimentalni replikantki, ki jo je ustvaril Dr. Tyrell. Odkrije, da je bila Rachael v ljubezenski zvezi z nekdanjim iztrebljevalcem Rickom Deckardom. Direktor Wallace Corporation, Niander Wallace (Jared Leto), želi odkriti skrivnost razmnoževanja replikantov, da bi pospešil kolonizacijo drugih planetov, saj je proizvodnja prepočasna. Zato pošlje svojo agentko Luv (Sylvia Hoeks) ukrasti Rachaeline ostanke in s K-jevo pomočjo najti otroka.
Na Mortonovi kmetiji K odkrije datum 6-10-21, vrezan v drevo, pod katerim je bil zakopan zaboj, in ga prepozna z lesenega konjička v svojem spominu iz otroštva. Ker so spomini replikantov umetni, je to za K-jevo holografsko ljubico Joi (Ana de Armas) dokaz, da je bil K rojen, ne umetno ustvarjen. K zažge kmetijo in odide. V policijskih arhivih odkrije dvojčka, rojena na ta dan, ki imata identičen genetski zapis (razen spolnega kromosoma), a je po podatkih policije preživel le moški. Njegove sledi odide iskat v sirotišnico v ruševinah San Diega, kjer pa manjka arhiv za tisto leto. Po drugi strani prepozna sirotišnico iz svojih spominov in najde lesenega konjička na mestu, kjer se spomni, da ga je skril.
Nato K poišče dr. Ano Stelline (Carla Juri), oblikovalko replikantskih spominov, ki mu pove, da je bil njegov spomin na sirotišnico zares doživet. K takrat pride do zaključka, da je on Rachaelin sin. Na postaji po tem dogodku ne opravi preskusa psihološke stabilnosti. Svoji nadrejeni se zlaže, da je ubil replikantskega otroka, Joshi pa mu da na voljo 48 ur za pobeg. V stanovanju prenese Joi v prenosni oddajnik in z njo ob sebi obišče delavnico, kjer analizirajo igračo. Vzorec radioaktivnosti ga pripelje do ruševin Las Vegasa, kjer v opuščenem kazinoju najde Deckarda (Ford), ta pa razkrije, da je oče Rachaelinega otroka in da je premešal rojstne liste ter tako zakril otrokovo identiteto. Otroka samega je pustil v varstvu članov gibanja za osvoboditev replikantov.
Medtem Luv ubije poročnico Joshi in prek K-jeve lokacije izsledi Deckardovo skrivališče. V napadu onesposobi K-ja, uniči Joi in ugrabi Deckarda. K-ja nato rešijo člani gibanja za osvoboditev replikantov. Njihova voditeljica Freysa (Hiam Abbass) mu pove, da je Rachaelin otrok ženskega spola, torej on ni njen sin. K-ju naroči, naj ubije Deckarda, da jih Wallace ne bi našel z njegovo pomočjo.
Deckarda odpeljejo na sedež Wallace Corporation, kjer mu Wallace ponudi klon Rachael v zameno za podatke. Deckard odkloni, zato Luv ubije klon in odpelje Deckarda na zaslišanje. Med poletom ju prestreže K in ubije Luv, vendar ga ta med spopadom smrtno rani. Z zadnjimi močmi inscenira Deckardovo smrt in ga odpelje do Ane Stelline, za katero spozna, da je v resnici Deckardova hči in da mu je vsadila lasten spomin na igračo. Medtem ko Deckard stopi do nje K podleže poškodbam.

## Produkcija
Leta 2011 je produkcijska hiša Alcon Entertainment v navezi z Warner Bros. objavila, da so v končni fazi pogajanj za pridobitev pravic za izdajo nadaljevanj oz. predzgodb (prequelov). Sprva je bil v igri za režiserja Ridley Scott, ki je režiral že prvenec, leta 2015 pa so iz Alcon Entertainment sporočili, da bo imel zgolj vlogo producenta. Namesto njega je bil izbran kanadski režiser Denis Villeneuve. Hkrati je bilo oznanjeno, da bo Harrison Ford ponovno prevzel glavno vlogo in da sta scenarij napisala Hampton Fancher ter Michael Green s Scottovo pomočjo.
Principalna fotografija (glavna faza snemanja) je bila končana novembra 2016, večino snemanja so opravili v Budimpešti. Prizorišča so zgradili fizično, s čimer so omejili potrebo po posebnih učinkih oz. računalniško generiranih ozadjih. Tudi modeli mest za širokokotne posnetke in posnetke iz zraka so bili fizični, ustvarilo jih je novozelandsko podjetje Weta Workshop. Eden tehnično najzahtevnejših delov je bila scena s klonom Rachael iz izvirnika; namesto Sean Young, ki se je od svoje vloge v Iztrebljevalcu postarala za skoraj 35 let, jo je upodobila igralka Lauren Peta, ki so ji v postprodukciji računalniško povsem spremenili obraz in poustvarili Rachael.